# Barack Obamas besök i Stockholm 2013

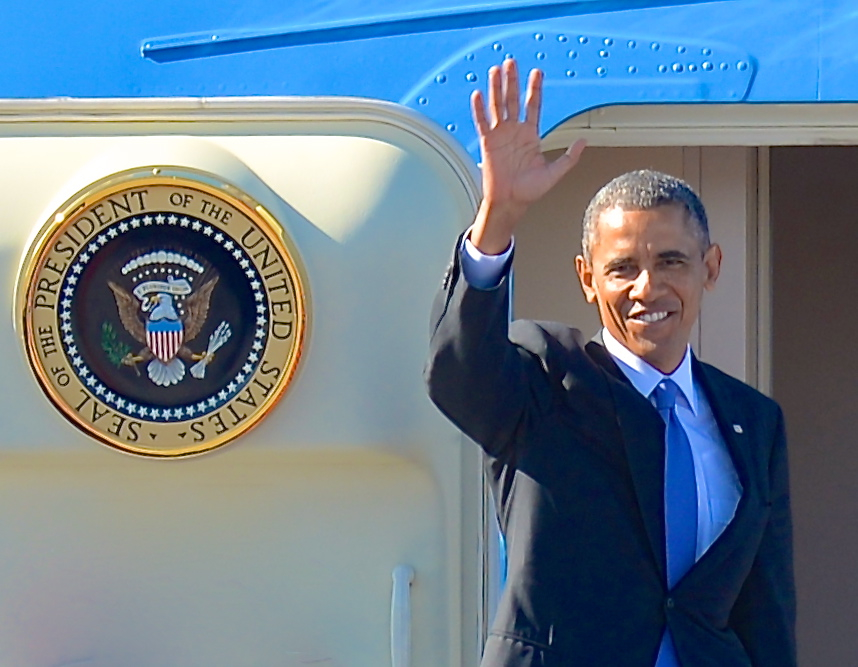
President Barack Obama kommer ut ur Air Force One på Arlanda i samband med inledandet av sitt Sverigebesök, 4 september 2013.

USA:s president Barack Obama avlade ett officiellt besök i Stockholm den 4-5 september 2013. Detta var första gången en sittande president i USA besökte Sveriges huvudstad. 
Det var däremot inget statsbesök, eftersom inbjudan kom från statsminister Fredrik Reinfeldt och inte från kung Carl XVI Gustaf.

## Bakgrund
Obama hade ställt in ett toppmöte med Rysslands president Vladimir Putin efter Edward Snowden-affären, och valde i stället att besöka Stockholm, inför ett besök på G20-mötet i St Petersburg dagarna efter. 

## Programpunkter
Efter landningen på Stockholm-Arlanda flygplats besökte Obama USA:s ambassad i Stockholm, Regeringskansliet i Rosenbad, Stockholms synagoga och Kungliga tekniska högskolan. Övernattningen skedde på Grand Hôtel.
Följande dag besökte Obama kung Carl XVI Gustaf och drottning Silvia för en audiens på Stockholms slott, och återvände därefter till Arlanda för en avskedsceremoni.

### Presskonferens på Rosenbad
Under presskonferensen betonade Fredrik Reinfeldt de goda relationerna mellan Sverige och USA sedan utvandrartiden. Barack Obama talade bland annat om inbördeskriget i Syrien och uttalade att den syriska regeringen använt kemiska stridsmedel. Obama fick också frågor angående NSA:s övervakning. Han berättade att USA liksom andra länder har vissa underrättelser men att det finns åtgärder på plats för att förhindra ett övervakningssamhälle.

### Stockholms synagoga
Obamas besök i Stockholms synagoga syftade till att uppmärksamma den svenske diplomaten Raoul Wallenbergs gärning över Förintelsen i Ungern, och Rosh hashana, det judiska nyåret.

## Demonstrationer
I samband med besöket demonstrerade flera olika organisationer runt om i staden. Stora demonstrationståg på Mynttorget protesterade mot "Big Brother Obama" efter sommarens avslöjanden om hur USA genom myndigheten NSA bevakar stora delar av världen genom Facebook, Google och andra internetföretag. En av organisationerna som var med var svenska Piratpartiet.

## Bildgalleri från Obama-besöket

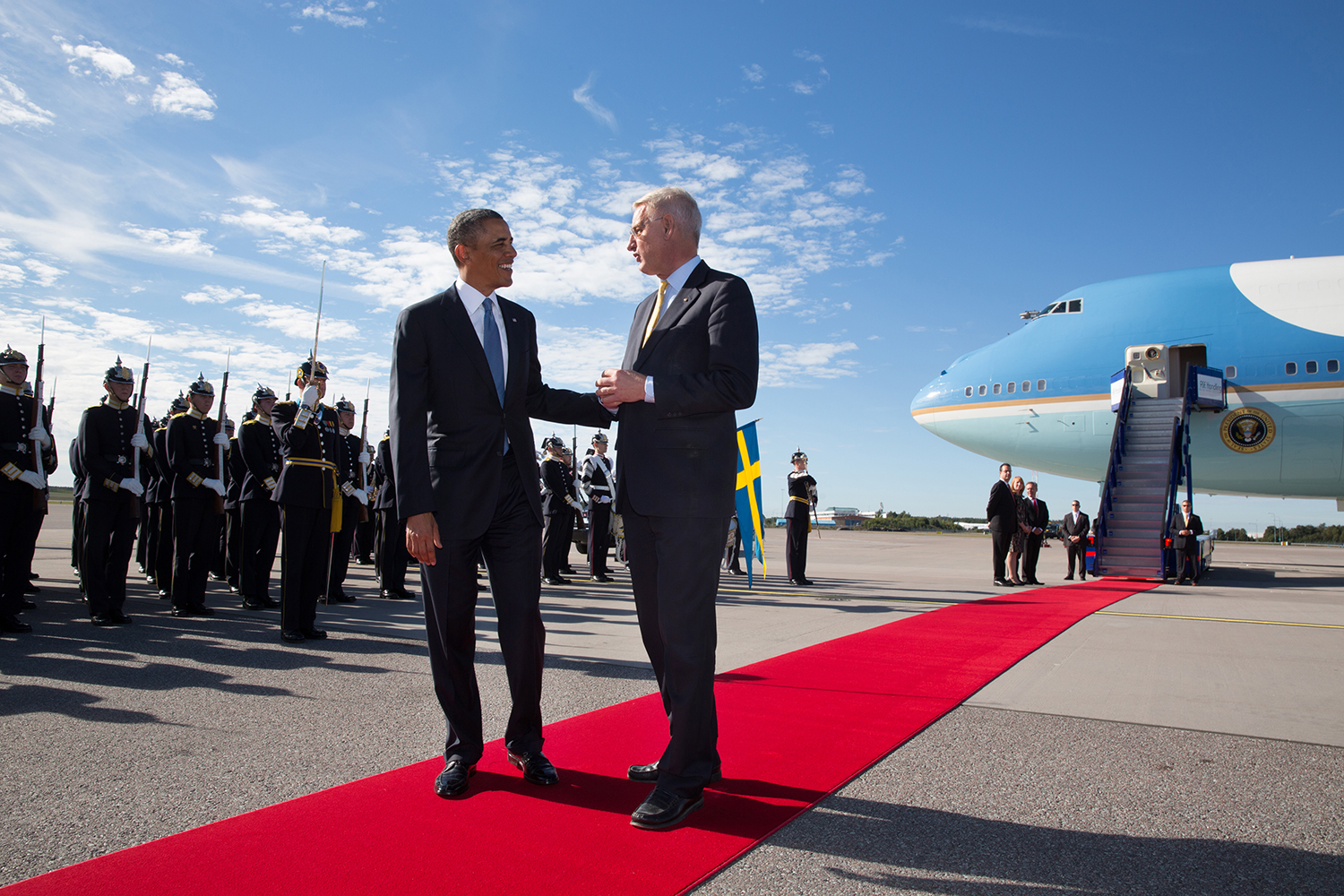
President Barack Obama och utrikesminister Carl Bildt efter ankomst på Arlanda.
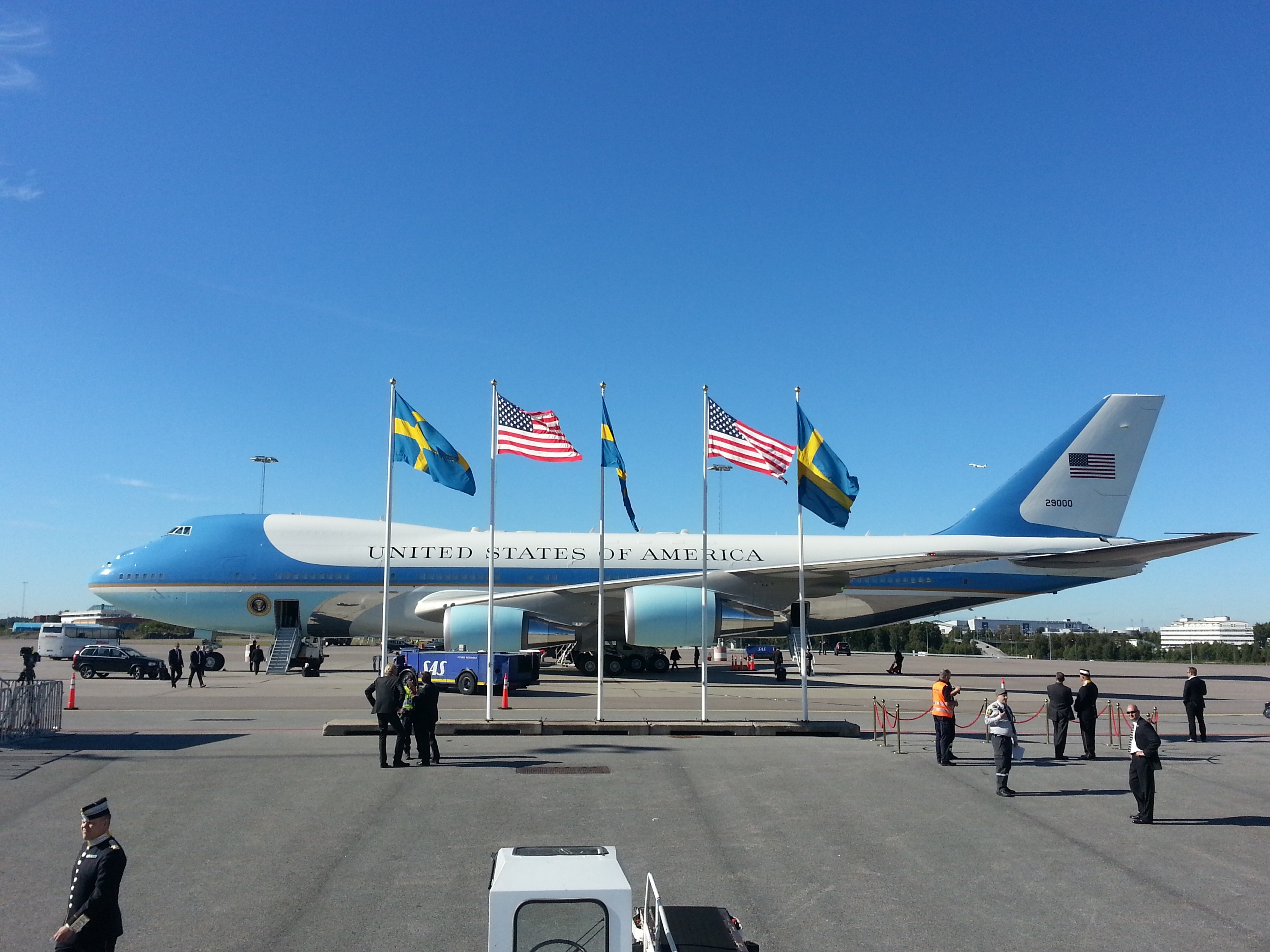
Air Force One på Arlanda.
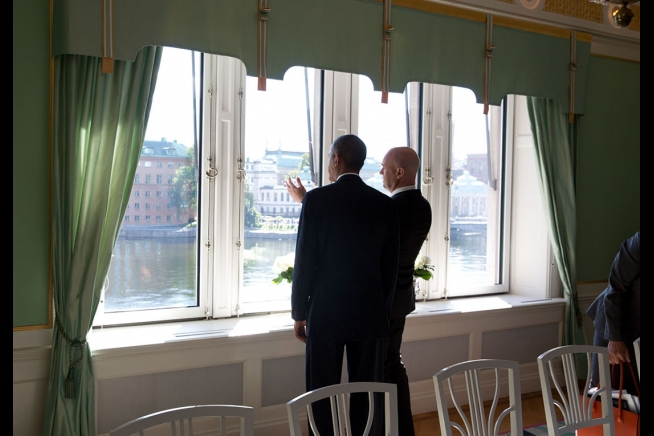
Barack Obama och Fredrik Reinfeldt inne i Rosenbad.
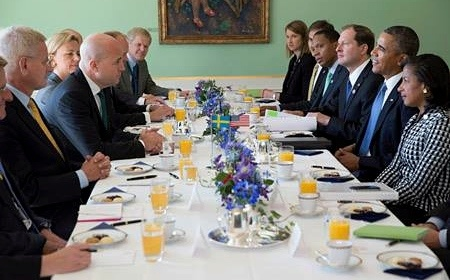
Bilateral överläggning mellan delegationerna i Rosenbad.
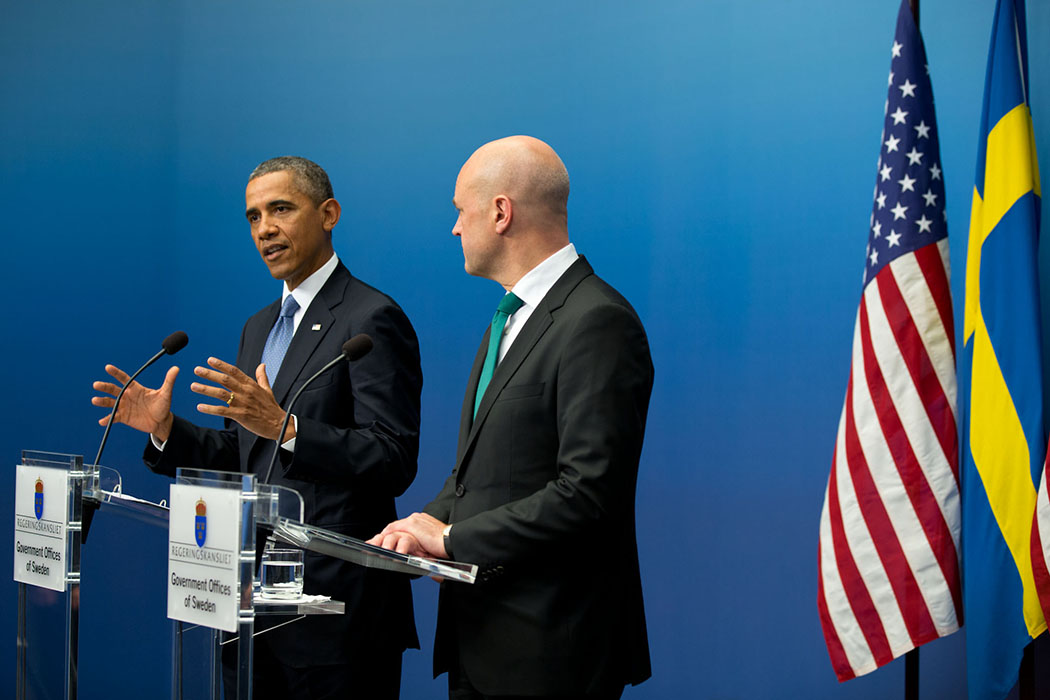
Preskonferens med Obama och Reinfelt i Bella Venezia.
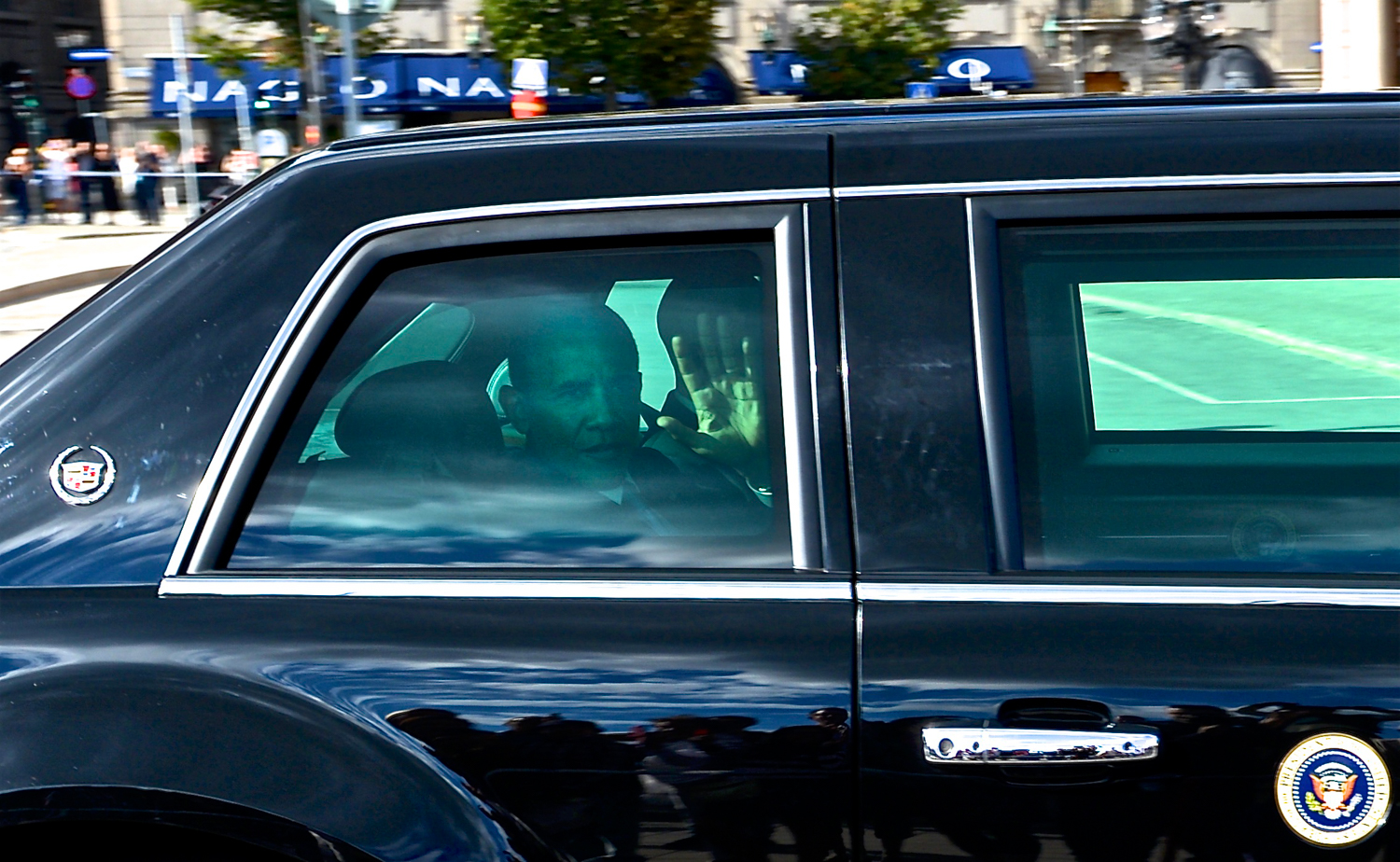
President Obama passerar Kungliga Operan och Gustav Adolfs torg i Stockholm i sin specialbyggda bil Cadillac One.
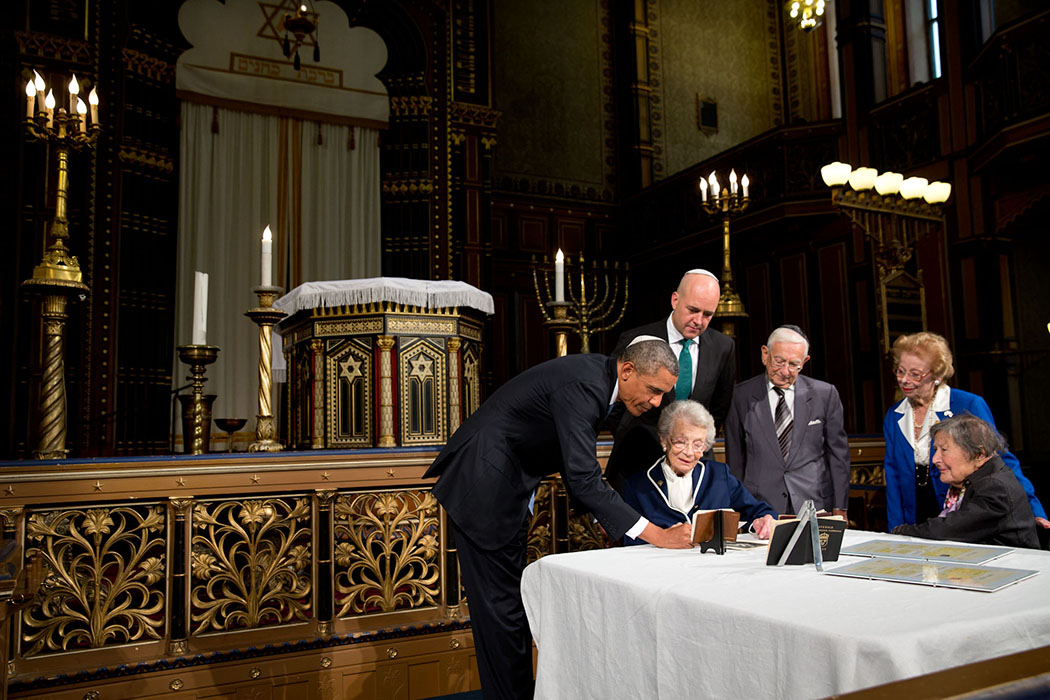
Obama och Reinfeldt inne i Stora synagogan i Stockholm.
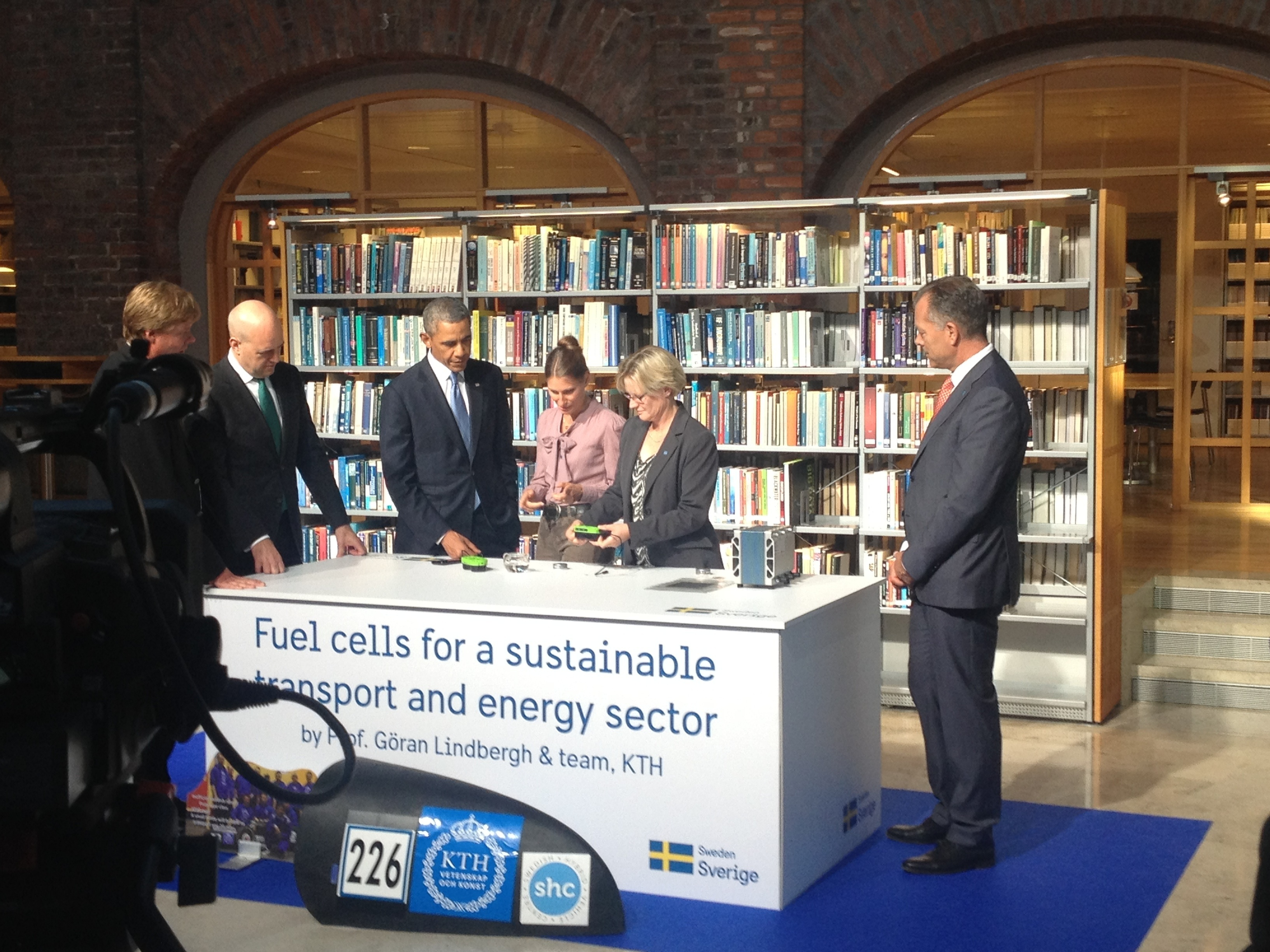
Obama och Reinfeldt besöker KTH:s bibliotek.
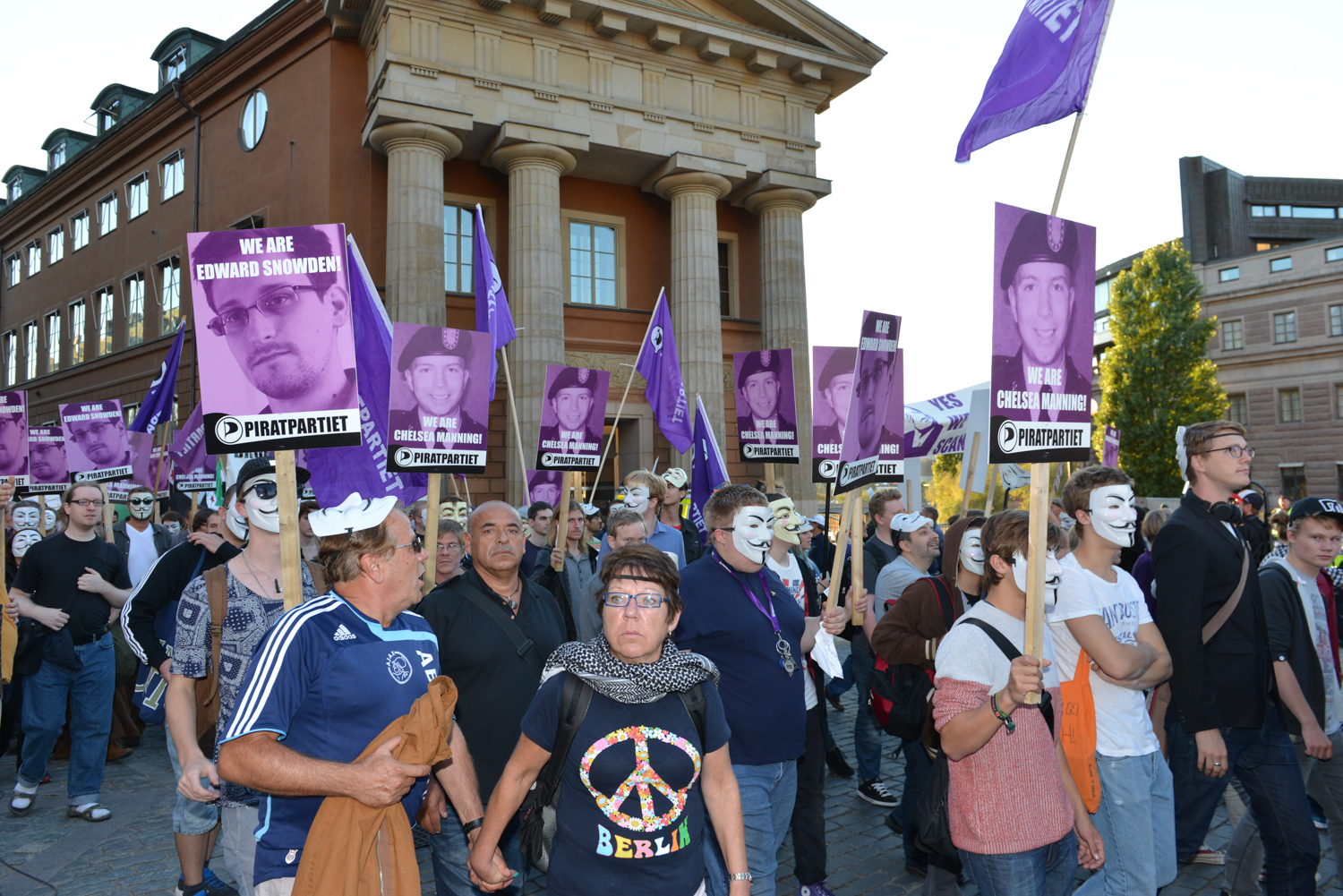
Demonstration för Edward Snowden på Mynttorget i Stockholm med bland annat Piratpartiet.
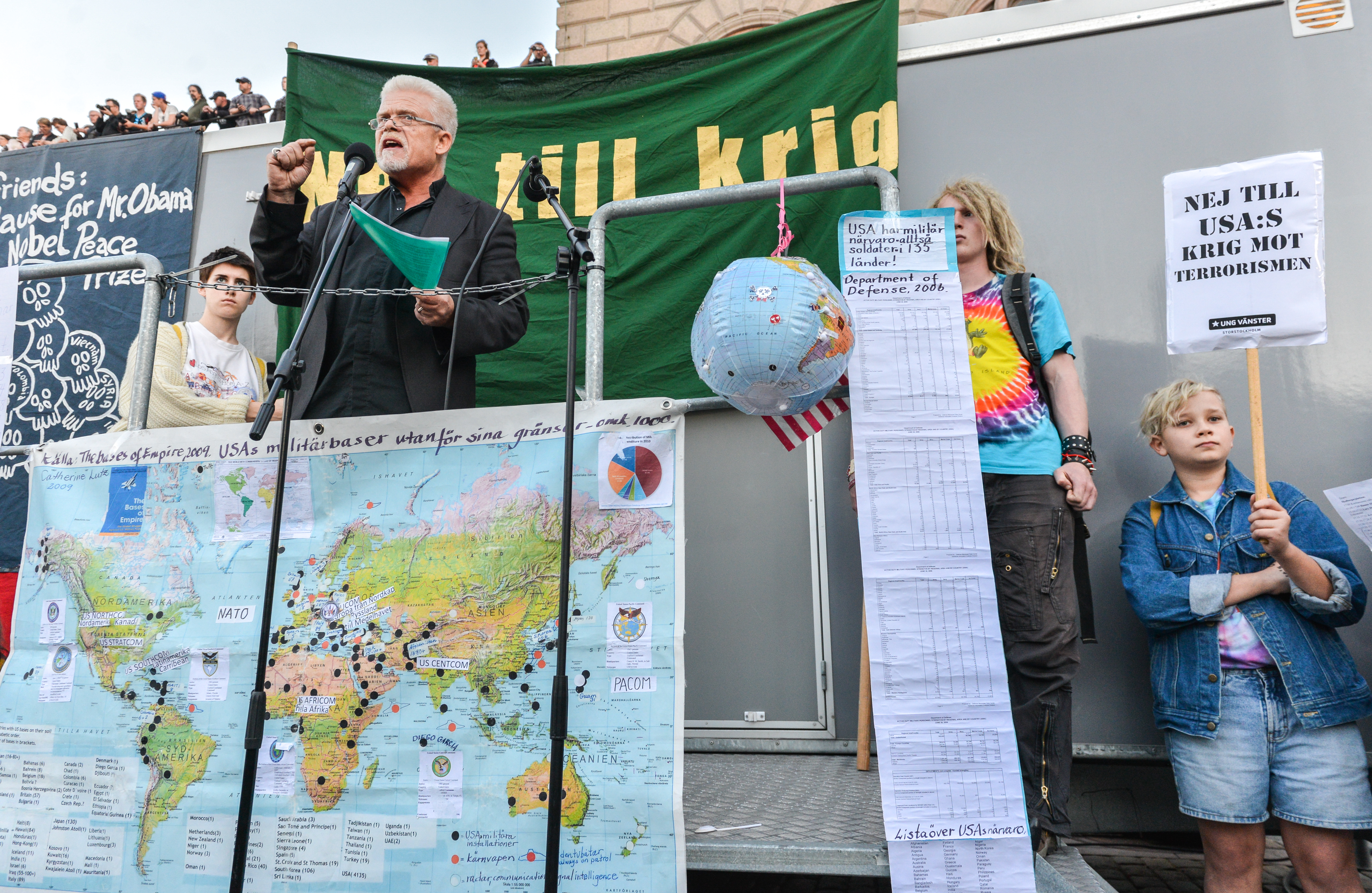
Demonstration mot USA:s krig i världen med Mattias Gardell i talarstolen.
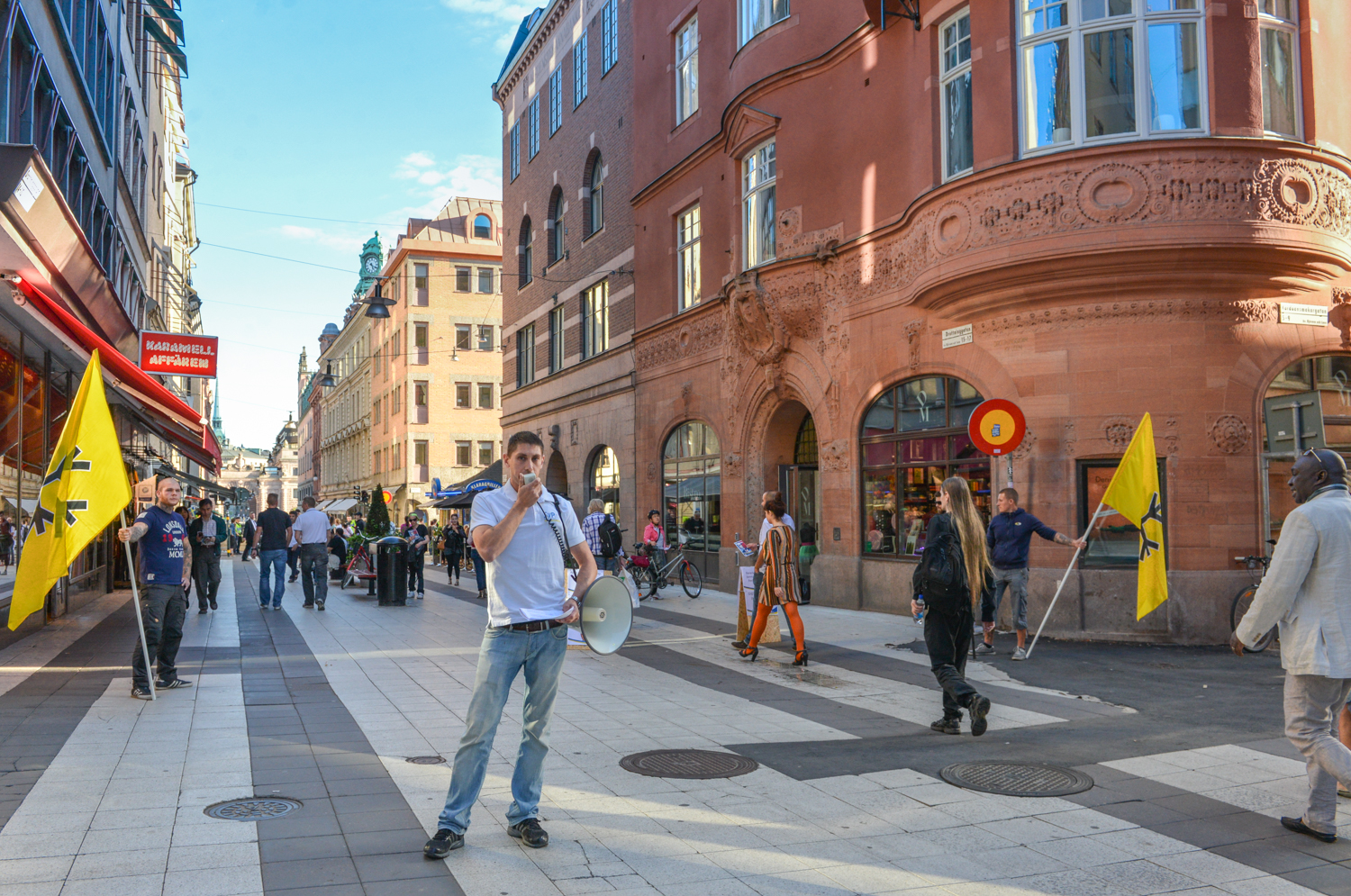
SvP demonstrerar på Drottninggatan i Stockholm.
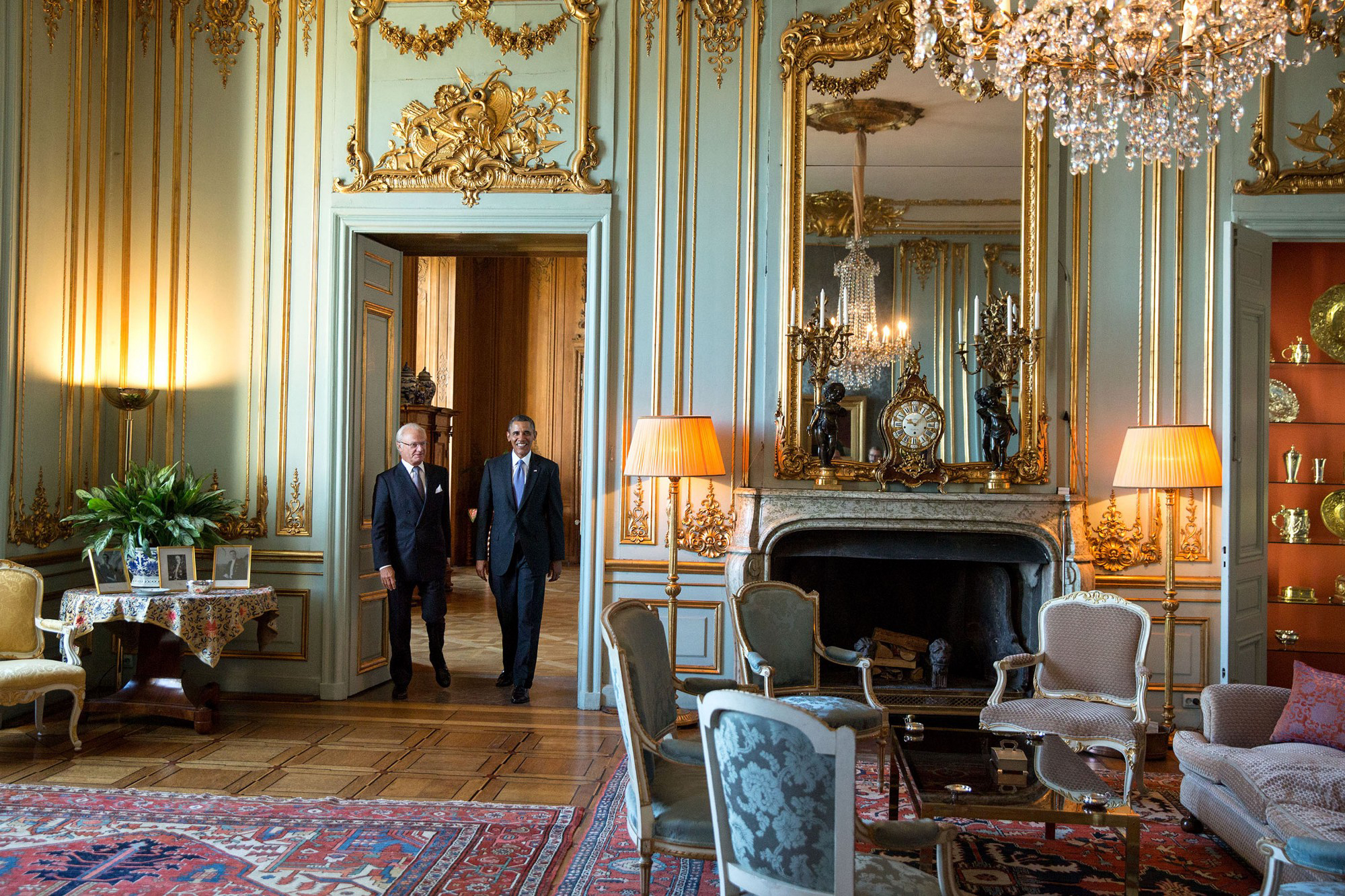
President Barack Obama och kung Carl XVI Gustaf i prinsessan Sibyllas våning på Kungliga slottet.
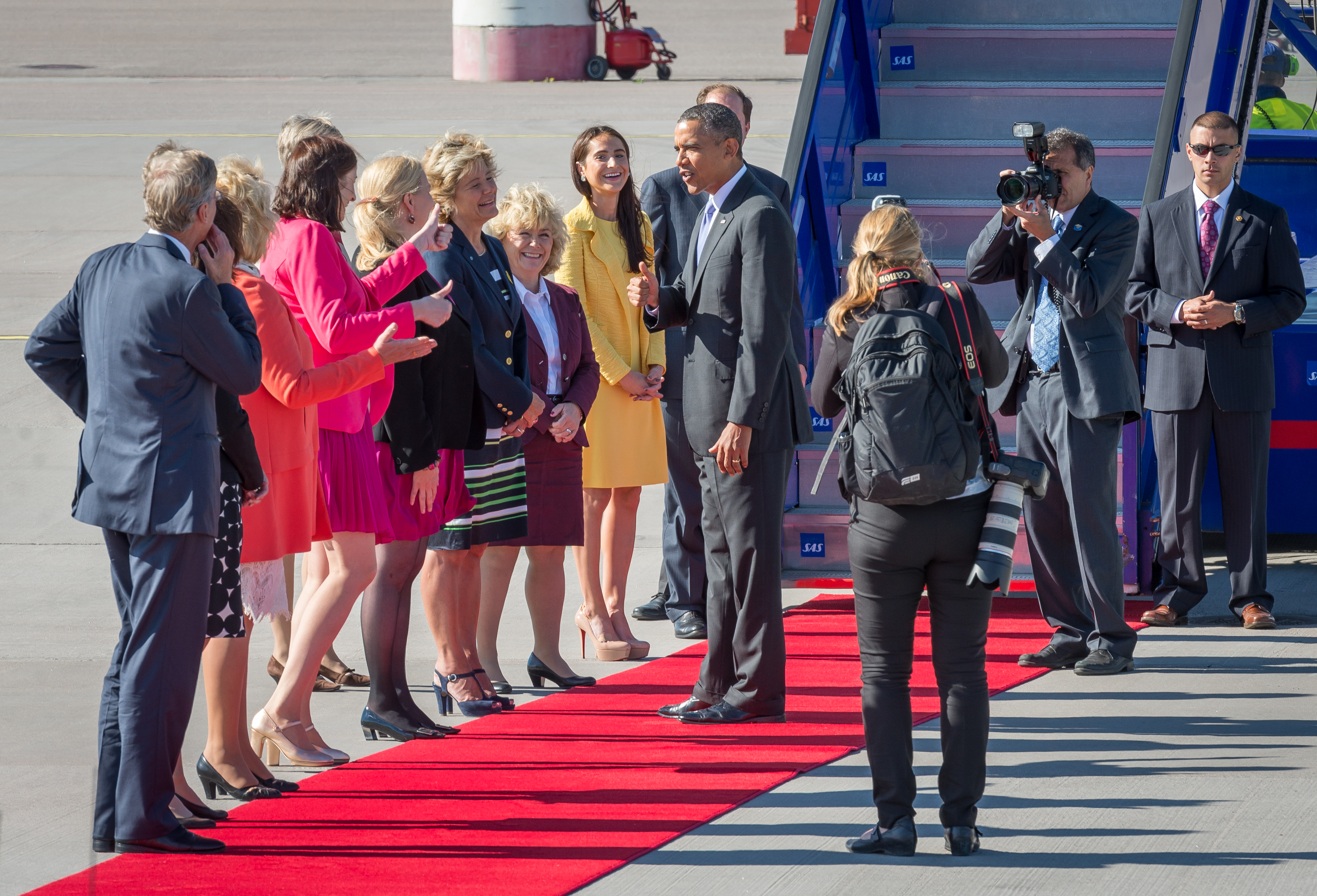
President Barack Obama lämnar Sverige under en avskedsceremoni med fem kvinnliga statsråd ur regeringen Reinfeldt.